# Лыще (Волынская область)
Лы́ще (укр. Лище) — село в Подгайцевской сельской общине Луцкого района Волынской области Украины.
Код КОАТУУ — 0722883601. Население по переписи 2001 года составляет 1733 человека. Почтовый индекс — 45638. Телефонный код — 332. Занимает площадь 4,541 км².